# Nicolae Teclu (métro de Bucarest)
Pour le chimiste, voir Nicolae Teclu.
La station Nicolae Teclu (en roumain : 'stația Nicolae Teclu', anciennement Policolor) est une station de métro roumaine de la ligne M3 du métro de Bucarest. Elle est située boulevard Theodor Pallady, dans le secteur 3, de la ville de Bucarest. 
Elle est mise en service en 2008 et renommée en 2009.
Exploitée par Metrorex elle est desservie par les rames de la ligne M3 qui circulent quotidiennement entre 5 h 0 et 23 h 0 (heure de départ des terminus). À proximité il y a une station du tramway de Bucarest et des arrêts d'autobus.

## Situation sur le réseau
Établie en souterrain, la 'station Nicolae Teclu est située sur la Ligne M3 du métro de Bucarest, entre les stations Anghel Saligny l'un des terminus et 1 Decembrie 1918, en direction de Preciziei.

## Histoire
La station « Policolor » est mise en service le 20 novembre 2008, lors de l'ouverture à l'exploitation du prolongement de la ligne, de 4,7 kilomètres entre les stations Nicolae Grigorescu et Anghel Saligny.
Elle est renommée du nom du chimiste Nicolae Teclu en juillet 2009.

## Service des voyageurs

### Accueil
La station dispose de trois bouches sur le boulevard Theodor Pallady, deux sont situées au croisement avec la rue Trapezului. Des escaliers, ou des ascenseurs pour les personnes à mobilité réduite, permettent de rejoindre la salle des guichets et des automates pour l'achat des titres de transport (un ticket est utilisable pour un voyage sur l'ensemble du réseau métropolitain).

### Desserte
À la station Nicolae Teclu la desserte quotidienne débute avec le départ, des stations terminus, de la première rame à 5 h 0 et se termine avec le départ, des stations terminus, de la dernière rame à 23 h 0.

### Intermodalité
À proximité de la station plusieurs arrêts sont desservis par les transports en commun urbains de la ville : des tramways de Bucarest (lignes 19, 27 et 40), des bus (lignes 246 et N111).